# Toyota Camry Solara
Toyota Camry Solara - спортивный купе/кабриолет выпускаемый компанией Toyota Motor Corporation с 1999 года по 2009 год в двухдверном исполнении. Этот автомобиль основан на Toyota Camry (XV30 и XV20), но значительно отличается от неё по дизайну и частично - по ходовой части (слегка более мощные моторы, модифицированная подвеска). Существуют модели с жесткой крышей и модели с откидывающейся матерчатой крышей, позволяющее превратить машину в кабриолет.

Поколения Camry Solara:
- Первое поколение (1998—2003)
- Второе поколение (2003—2009)